# Румму (посёлок)
Ру́мму (эст. Rummu) — посёлок в волости Ляэне-Харью уезда Харьюмаа в Эстонии. До административной реформы 2017 года входил в состав волости Вазалемма (упразднена).

## География и описание
Расположен возле шоссе Кейла—Хаапсалу, в 30 км к юго-западу от Таллина. Высота над уровнем моря — 31 метр.
Климат — умеренный. Официальный язык — эстонский. Почтовый индекс — 76102.

## Население
Согласно переписи населения 2021 года, в Румму насчитывалось 932 жителя, из них 294 (31,6 %) — эстонцы.
По данным переписи населения 2011 года, в Румму проживали 1088 человек, из них 288 (26,5 %) — эстонцы.
Численность населения посёлка Румму по данным переписей населения:
| Год  | 1959 | 1970  | 1979   | 1989   | 2000   | 2011   | 2021  |
| ---- | ---- | ----- | ------ | ------ | ------ | ------ | ----- |
| Чел. | 559  | ↗ 840 | ↗ 1358 | ↗ 1673 | ↗ 3532 | ↘ 1088 | ↘ 932 |

## История
Согласно письменным источникам 1782 года, к мызе Падизе (Клоостри) (нем. Padis-Kloster, эст. Padise mõis, Kloostri mõis) относились люди с именами Rummo Ado, Rummo Matz, hofs Schuster и Rummo Hans. Название Румму было дано в 1930-х годах возникшему в конце XIX века поселению, которое изначально называли деревней Вазалемма из-за его принадлежности к мызе Вазалем, и этот населённый пункт впервые упоминается в списке 1939 года. Севернее от шоссе Кейла—Хаапсалу была построена тюрьма, и возникший вокруг неё населённый пункт после Второй мировой войны назвали поселением Румму (эст. Rummu asund). 
В 1977 году деревня Румму и поселение Румму были официально объединены в сельский посёлок Румму (эст. Rummu alevik).
В советское время посёлок обслуживал исправительную колонию Мурру, плитняковый карьер и завод по производству щебня.

## Инфраструктура
В посёлке возведены в основном трёх- и пятиэтажные квартирные дома, есть детский сад, дневной социальный центр, центр семейных врачей, аптека, библиотека и спортивное здание.
Летом в посёлке проводятся музыкальный фестиваль «Rummu Rock» и соревнования по восхождению на насыпную гору плитнякового карьера на мотоциклах.
С 30 июня по 1 июля 2017 года шведская фирма «Music Goes Further» провела в Румму  музыкальный фестиваль «Into The Valley 2017».

## Озеро Румму
В посёлке расположен популярный в стране затопленный карьер, известный также как «озеро Румму».
До 1991 года карьер был полностью сухим. В советское время в нём добывался щебень, а рабочими были заключённые расположенной поблизости тюрьмы Мурру. Во времена Первой Эстонской республики плитняк здесь добывали вручную и на месте шлифовали ступени и прочие изделия из камня.
Так как после выхода Эстонии из состава СССР спрос на щебень упал, и изменения в законодательстве республики привели к прекращению работы заключённых в карьере, постепенно была остановлена деятельность насосной станции, и на месте карьера появилось озеро с прозрачно чистой водой. Затопленными оказались несколько зданий бывшей тюрьмы Мурру, которые стали представлять интерес для дайвингистов.
На берегу искусственного озера создали Центр отдыха «Паэкалда» (Paekalda puhkekeskus).
В последние годы стало традицией отмечать на берегу озера Румму «День семьи», где в числе прочего проводятся соревнования по рыбной ловле.

## Тюрьмы на территории посёлка
В посёлке Румму в советское время и несколько лет независимости Эстонии находились две исправительные колонии: Румму и Мурру.
Тюрьма Мурру была основана 1 января 1938 года для обслуживания плитнякового карьера, где на работу могли принять до 400 заключённых.

Вид на посёлок Румму, насыпную гору плитнякового карьера и ограду бывшей колонии

В советское время тюрьма Мурру носила название ИТК-2 (ИТУ-2), в независимой Эстонии — JUM-422/2. В 2007 году тюрьма, расположенная в соседнем посёлке Эмари, была ликвидирована, и её объединили с тюрьмой Мурру.
Колония Румму была создана в 1960-е годы, и в независимой Эстонии имела код JUM-422/3. В 2001 году её объединили с тюрьмой  Мурру, а в 2004 году была основана тюрьма открытого типа Мурру, где заключённые могли в дневное время выходить из тюрьмы на работу и учёбу.
В 2011 году на территории тюрьмы Мурру на средства, выделенные из фондов Евросоюза, была построена столовая и профтехучилище. В тюрьме действовал литературный кружок «Kulg».
В 2012 году закрытое отделение тюрьмы Мурру, где содержалось около полутора тысяч заключённых, было ликвидировано. В 2014 году была закрыта и тюрьма открытого типа.

## Галерея

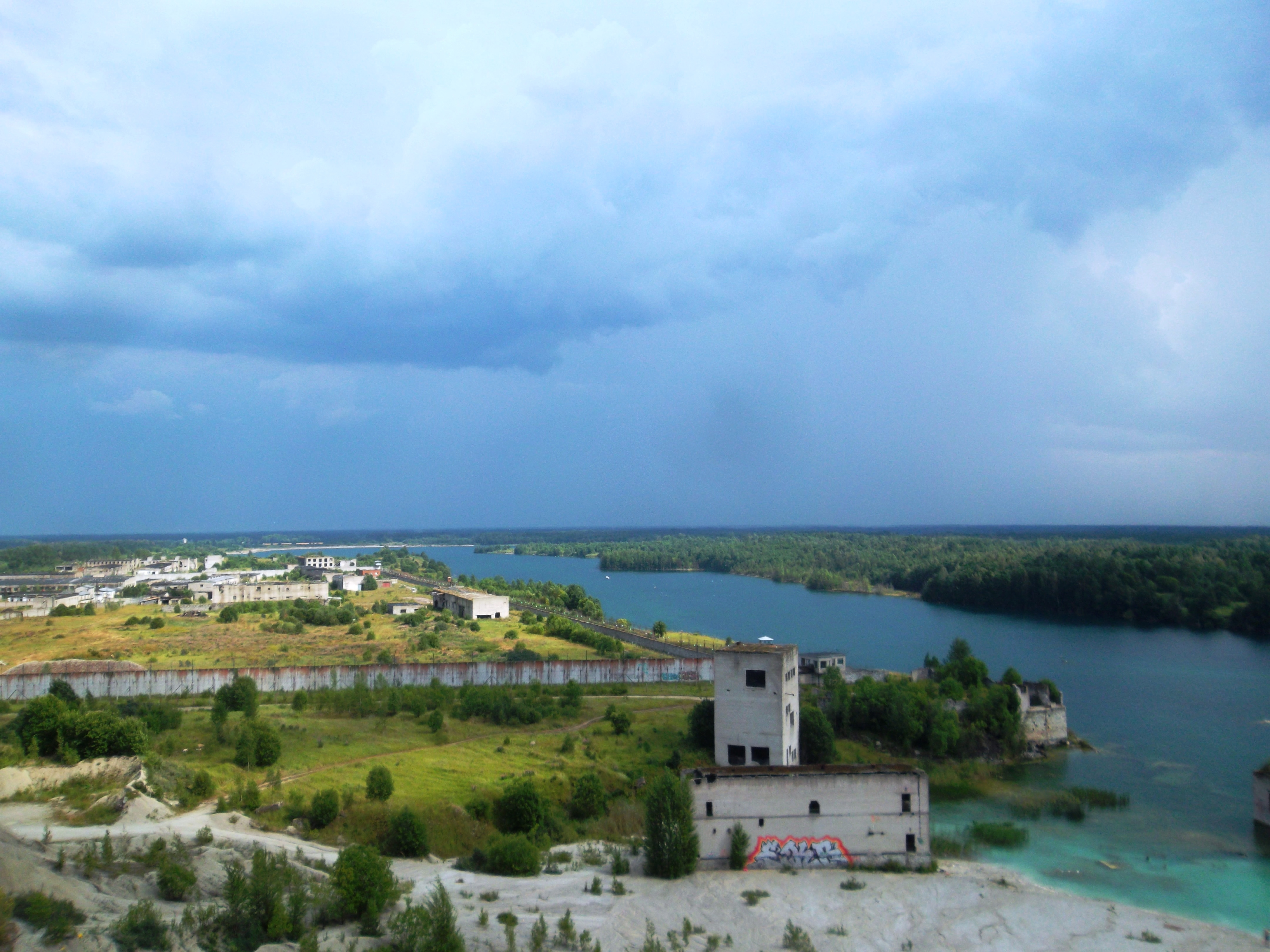
Бывший карьер Румму
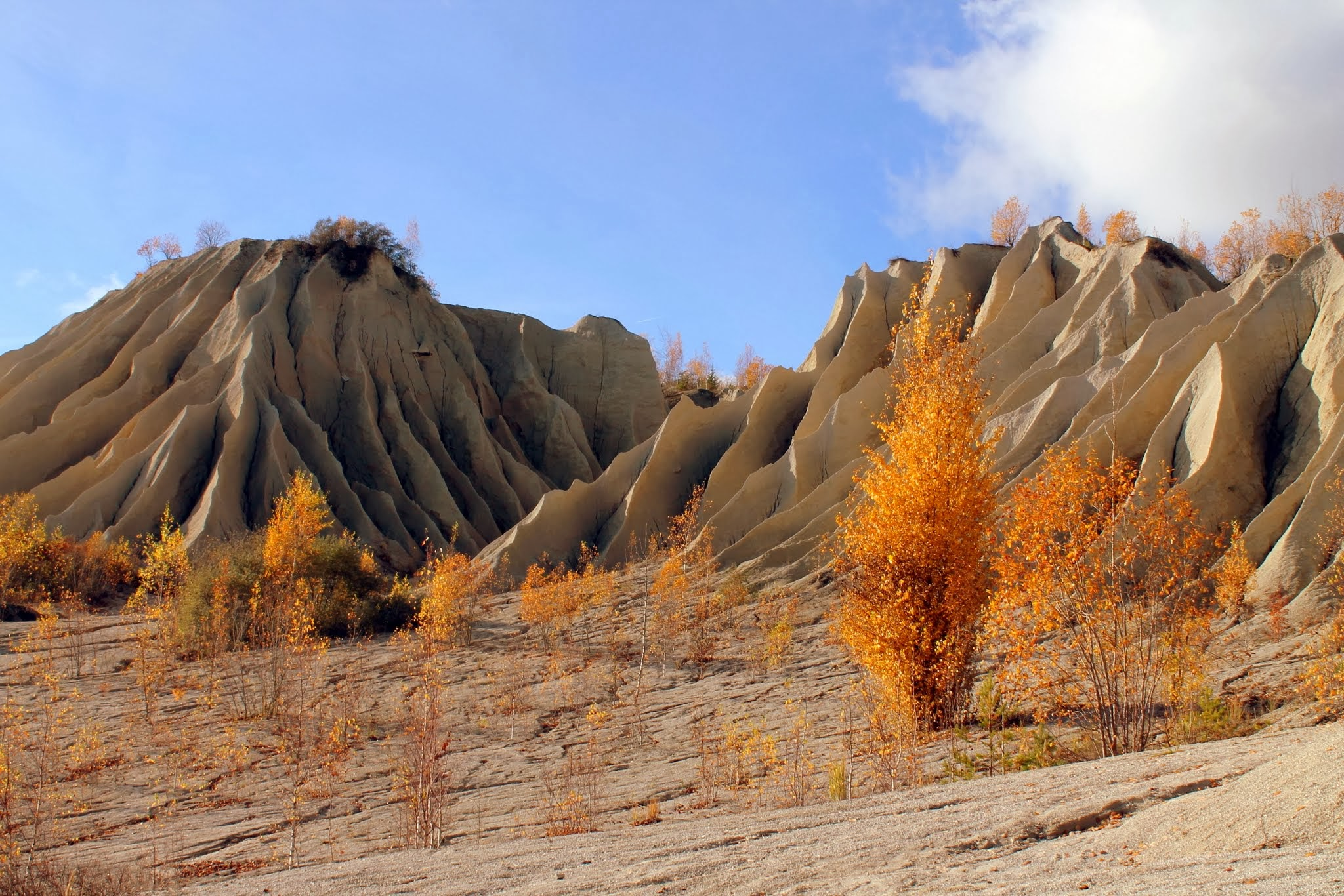
Насыпная гора или «Мрамор Вазалемма»
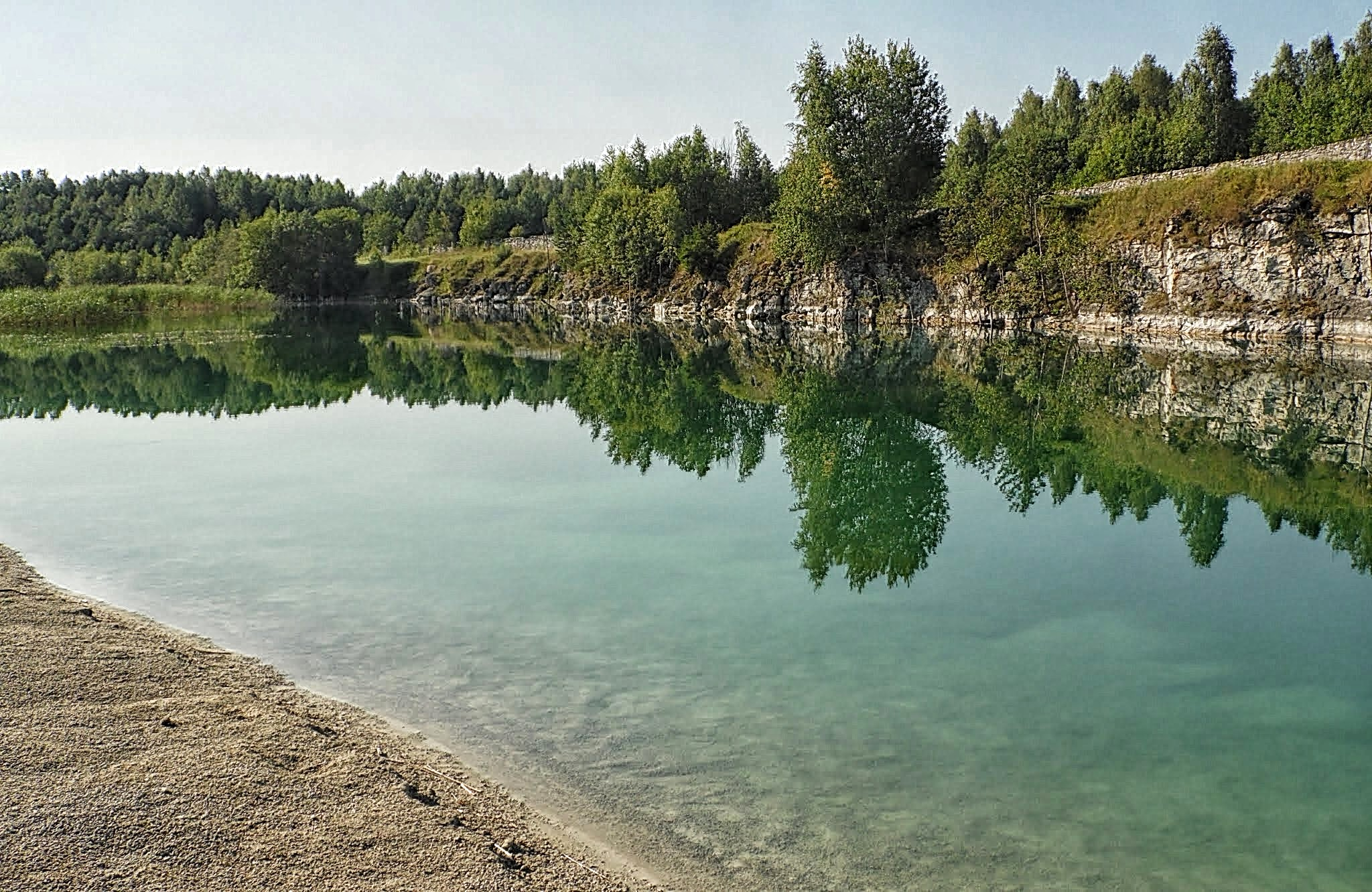
Карьер Румму летом
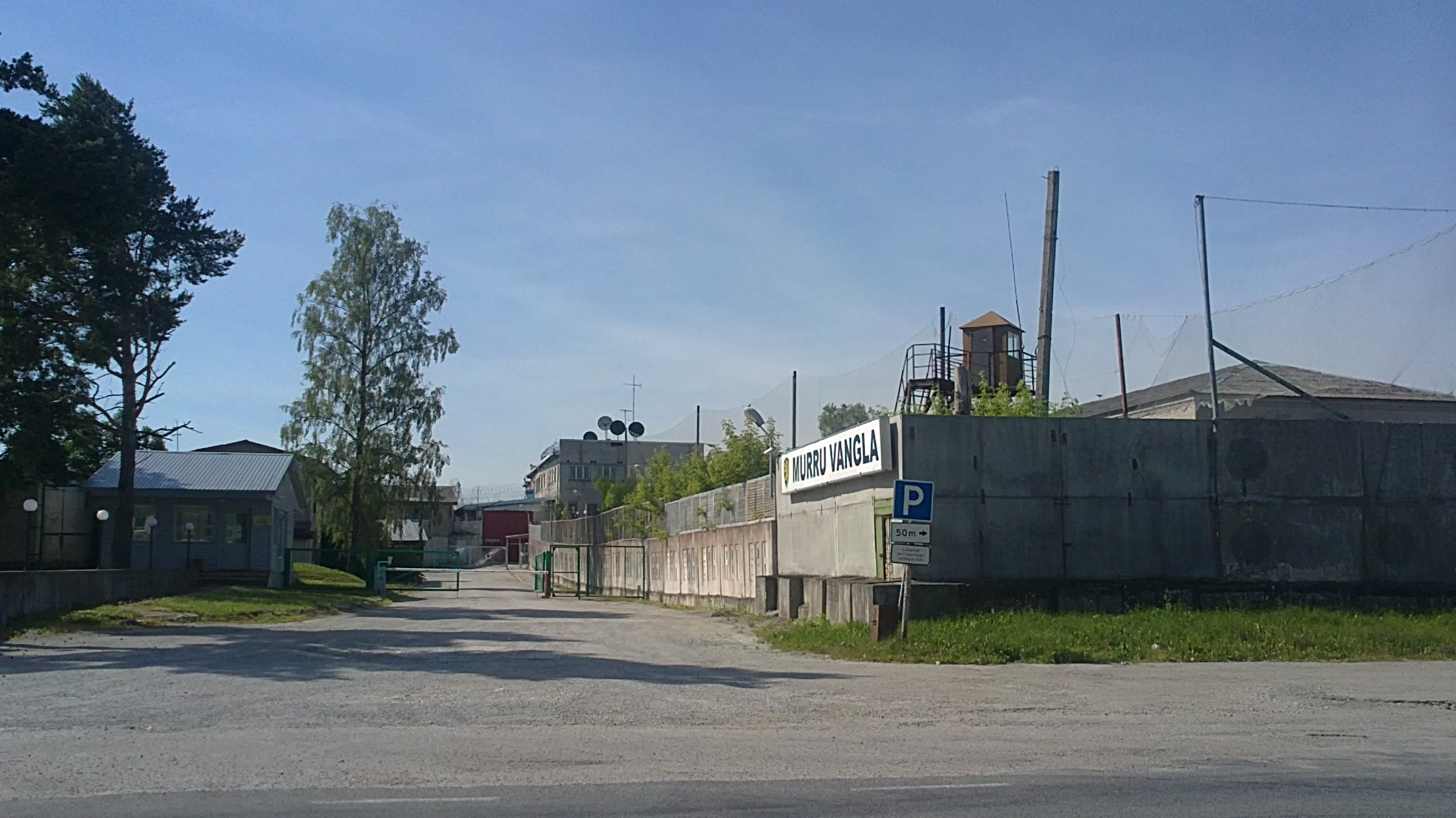
Тюрьма Мурру в 2012 году